# Josef Wendl
Josef Wendl (* 17. Dezember 1906 in München; † 2. September 1980 ebenda) war ein deutscher Fußballspieler, der als Aktiver des TSV 1860 München in den Jahren 1930 bis 1933 in der deutschen Fußballnationalmannschaft fünf Länderspiele absolviert hat.

## Laufbahn

### Verein, 1916 bis 1945
Der im Mai 1916 in die Jugendabteilung der Münchner „Löwen“ eingetretene Schüler Josef Wendl durchlief komplett die Jugend-Altersklassen bei den weiß-blauen Sechzigern und kam erstmals mit 17 Jahren in der zum damaligen Zeitpunkt in der Bezirksliga Bayern spielenden Ligaelf zum Einsatz. In der Saison 1926/27 erlebte die Defensivhoffnung mit 1860 die ersten Erfolge. In Bayern erspielte er sich mit seinem Verein die Vizemeisterschaft, durch den dritten Rang in den Spielen um die süddeutsche Meisterschaft zogen die „Löwen“ in die Endrunde um die deutsche Fußballmeisterschaft ein. Dort setzte sich der Nachwuchsspieler an der Seite seiner Mannschaftskameraden Alois Pledl, Eugen Kling und Josef Hornauer gegen den FC Schalke 04 und den VfB Leipzig durch und scheiterte erst im Halbfinale mit 1:4 Toren an dem späteren Deutschen Meister 1. FC Nürnberg. In allen Endrundenspielen war Wendl als linker Außenläufer im Einsatz gewesen.
In der Saison 1930/31 qualifizierte sich Wendl zum zweiten Mal mit dem SV 1860 München für die Endrundenspiele um die deutsche Meisterschaft. Dabei übersprang die Elf aus Giesing auch die Hürde im Halbfinale, sie schaltete mit einem 2:0-Erfolg den Holstein Kiel aus und zog erstmals in der Vereinsgeschichte in das Finale um die deutsche Fußballmeisterschaft ein. Vor 50.000 Zuschauern wurde das Endspiel am 14. Juni 1931 im Müngersdorfer Stadion in Köln mit 2:3 Toren nach einer 2:1-Halbzeitführung gegen Hertha BSC verloren. Wendl bildete mit Max Schäfer vor Torhüter Alfred Riemke das Verteidigerpaar und auf seiner vorherigen linken Läuferposition agierte Fritz Eiberle.
Zwei Jahre danach, 1932/33, verloren Wendl und seine Mannschaftskameraden Georg Ertl, Fritz Neumaier, Ludwig Stiglbauer und Ludwig Lachner das Halbfinalspiel in der Endrunde mit 0:4 Toren in Leipzig gegen Schalke 04. In der Gauliga-Ära kam er nochmals als 34-jähriger Routinier 1941 in die Endrunde. Er dirigierte als Mittelläufer in den Gruppenspielen gegen die Stuttgarter Kickers, den VfL Neckarau und SK Rapid Wien die Abwehr der „Löwen“. Herausragend war dabei der 2:1-Heimerfolg am 27. April vor 30.000 Zuschauern, als er sich insbesondere gegen den Rapid-Torjäger Franz Binder zu behaupten hatte und im Angriff Heinz Krückeberg und Ludwig Janda für die Impulse sorgten. Beim entscheidenden Rückspiel in Wien war der Angehörige der Wehrmacht und Mannschaftskapitän Wendl verhindert und Rapid holte sich mit einem 2:0-Sieg mit zwei Punkten Vorsprung vor 1860 München den ersten Gruppenplatz. Die Wiener setzten sich im späteren Endspiel am 22. Juni durch einen 4:3-Sieg gegen Schalke 04 durch und gewannen die deutsche Meisterschaft 1941.
Als sein Verein 1942 am 15. November durch einen 2:0-Erfolg im Finale gegen Schalke 04 den Tschammer-Pokal nach München holen konnte, hatte er kriegsbedingt nur beim 5:3-Heimerfolg am 19. Juli 1942 in der ersten Schlussrunde gegen SK Rapid Wien als linker Verteidiger neben Georg Pledl mitgewirkt.
Insgesamt war der zehn Jahre das Kapitänsamt ausübende Defensivspieler 21 Jahre für 1860 München als Ligaspieler aktiv und absolvierte über 1.000 Spiele. Letztmals war Wendl im Frühjahr 1945 während eines Fronturlaubs in einem Pflichtspiel für die „Löwen“ im Einsatz gewesen.

### Auswahlberufungen, 1927 bis 1935
Mit 19 Jahren wurde der Mann für die linke Defensivseite bereits in die Münchner Stadtauswahl berufen, wofür er insgesamt 28 Spiele in seiner Laufbahn bestritt. In der süddeutschen Auswahl debütierte der 60er am 9. Oktober 1927 im Bundespokalwettbewerb bei der 3:4-Niederlage in Duisburg gegen Westdeutschland. Das Spiel bestritt eine komplette Münchner Stadtauswahl, die mit sechs „Bayern“-Akteuren (Adolf Schwab, Hans Schmid, Emil Kutterer, Ludwig Hofmeister, Josef Pöttinger, Ludwig Hofmann), vier „Löwen“-Vertretern (Alois Pledl, Ludwig Stiglbauer, Josef Hornauer, Josef Wendl) und dem Wacker-Spieler Fritz Neubauer angetreten war. Mit der Verbandsauswahl von Bayern wurde Wendl 1933 Gaupokalsieger. Dabei gehörte er der bayerischen Auswahl an, die in Chemnitz Sachsen mit 2:1 Toren und in München Nordhessen mit 6:2 Toren bezwang. Im Wiederholungsspiel des Finales setzte sich Bayern mit 6:1 Toren am 6. August 1933 in München gegen Brandenburg durch. Das Schlussdreieck bildeten dabei Torhüter Hans Jakob und das Verteidigerpaar Sigmund Haringer und Josef Wendl.
In der Fußballnationalmannschaft debütierte der „Löwen“-Spieler gemeinsam mit Torhüter Hans Jakob am 2. November 1930 beim Länderspiel in Breslau gegen Norwegen. Bei seiner zweiten Berufung am 30. Oktober 1932 in Budapest gegen Ungarn feierte Paul Janes seinen Nationalmannschaftseinstand. In seinem dritten und vierten Länderspiel – im Januar und März 1933 gegen Italien und Frankreich – bildete er jeweils vor Torhüter Jakob mit Haringer das deutsche Verteidigerpaar. Wendl verabschiedete sich mit seinem fünften Länderspieleinsatz am 19. November 1933 in Zürich beim 2:0-Sieg gegen die Eidgenossen aus der Nationalmannschaft. Der Bayernspieler Ludwig Goldbrunner dagegen eröffnete im Spiel gegen die „Nati“ seine internationale Karriere.

## Beruf, Soldat und Ehrungen
Wendl trat zum 2. November 1933 der SA bei, in der er es mindestens bis zum Oberscharführer brachte. Er wurde zum Ehrenspielführer ernannt und erhielt im Jahre 1934 für hervorragende sportliche Leistungen den städtischen Ehrenbrief.
Die Stadt München übernahm Wendl am 31. August 1934 als Werkstättenschreiber in das Angestelltenverhältnis, zum 1. März 1935 erhielt er eine Stelle als Aufseher im Straßenbau. Zum 1. Mai 1937 trat er der NSDAP bei (Mitgliedsnummer 4.458.561). Am 17. Juni 1940 wurde er zur Wehrmacht einberufen und war bis Kriegsende an der Front. Im Mai 1945 geriet er in sowjetische Gefangenschaft und konnte erst am 5. Januar 1950 nach Hause zurückkehren, wo er beim Münchner Straßenbauamt wieder in Dienst trat.

## Trainer
Bald nach seiner Rückkehr aus der Kriegsgefangenschaft begann er beim TSV 1860 München in der Jugendabteilung als Trainer zu arbeiten. An der Sporthochschule in Köln durchlief er 1953 erfolgreich die Ausbildung zum Fußball-Lehrer. Bis Ende Juli 1965 war er als Übungsleiter und Betreuer in der Jugendabteilung der „Löwen“ tätig, wo er so bekannte Spieler wie Alfred Heiß, Hans Rebele, Hans Reich und Ludwig Bründl hervorbrachte.